# William Weise
William Weise (Filadelfia, 10 de marzo de 1929-Fairfax, Virginia, 11 de marzo de 2025) fue un general de brigada del Cuerpo de Marines de los Estados Unidos que sirvió en la guerra de Vietnam. 

## Primeros años y educación
Weise nació en el sur de Filadelfia y se graduó de la Universidad de Temple. Se alistó en el Cuerpo de Marines en 1951 con el fin de usar el G.I. Bill para asistir a la escuela de Derecho.

## Carrera militar

### Guerra de Vietnam
Como teniente coronel, Weise asumió el mando del 2.º Batallón, 4.º Regimiento de Marines en octubre de 1967 y lo comandó durante la Operación Napoleón/Salina y en la Batalla de Dai Do, donde resultó gravemente herido. Por sus acciones en Dai Do, Weise fue condecorado con la Cruz de la Armada.

### Después de Vietnam
Weise se retiró del Cuerpo de Marines en 1982 después de 31 años de servicio.
En su papel de copresidente del comité del Centro del Patrimonio del Cuerpo de Marines, ayudó con la financiación y creación del Museo Nacional del Cuerpo de Marines que se inauguró en 2006.